# Brigitte Holz
Brigitte Holz (* 2. März 1954 in Straelen) ist eine freischaffende deutsche Architektin, Städtebauarchitektin und Stadtplanerin. Von 2014 bis 2024 war sie Präsidentin der Architekten- und Stadtplanerkammer Hessen (AKH).

## Biografie

### Ausbildung und Beruf
Brigitte Holz studierte von 1972 bis 1975 an der TH Darmstadt, von 1976 bis 1977 als Stipendiatin des DAAD an der ETH Zürich sowie von 1978 bis 1980 erneut an der TH Darmstadt (heute TUD) Architektur und Städtebau. Nach einer kurzen freien Mitarbeit in Architekturbüros gründete sie 1981 in Darmstadt gemeinsam mit Volker Freischlad das Büro Freischlad + Holz. 1991 gründeten das Büro Freischlad + Holz und MAIC Berlin das Büro MAIC Stadt, das sie 1995 gemeinsam mit Carl Herwarth von Bittenfeld als Büro Herwarth + Holz, Planung und Architektur übernahm. Die Arbeiten der beiden in einem breiten Aufgabenspektrum (Architektur, Stadtplanung, Städtebau sowie Projekt-, Verfahrens- und Wettbewerbsmanagement) tätigen Büros wurden mehrfach ausgezeichnet. Brigitte Holz ist darüber hinaus als Preisrichterin und Moderatorin tätig. Im Jahr 2017 wurde Brigitte Holz in den Gestaltungsbeirat ‘Campus‘ der Deutschen Bundesbank berufen, der bis zum Jahr 2023 tagte. Im Jahr 2019 war Brigitte im Fachbeirat ‘Digitale Pilotregion‘ der hessischen Staatsministerin für Digitale Strategie und Entwicklung tätig. Im Jahr 2023 erfolgte die Berufung in den Gestaltungsausschuss der GWH Wohnungsgesellschaft mbH Hessen.

### Mitgliedschaften
Seit 1984 gehört Brigitte Holz als freischaffende Architektin, Städtebauarchitektin und Stadtplanerin der Hessischen Architekten- und Stadtplanerkammer an. 1994/1995 wurde sie als freischaffende Architektin und Stadtplanerin in der Berliner Architektenkammer eingetragen.
1988 wurde sie in den Bund Deutscher Architekten BDA berufen, für den sie sich nach einer Tätigkeit im Vorstand in der Gruppe Darmstadt (Südhessen) von 1999 bis 2003 im Präsidium des Bundesverbandes in Berlin engagierte. 2008 wurde Brigitte Holz in die Deutsche Akademie für Städtebau und Landesplanung berufen.
Vor ihrer Wahl zur Präsidentin der Architekten- und Stadtplanerkammer Hessen im Jahr 2014 war sie seit nahezu 10 Jahre im Vorstand der AK Hessen tätig.
Des Weiteren ist Brigitte Holz Mitglied des Fördervereins sowie des Konvents der Bundesstiftung Baukultur, Mitglied des Fördervereins Darmstädter Architektursommer und der Kunsthalle Darmstadt.

## Engagement in der Architekten- und Stadtplanerkammer Hessen
Als Präsidentin der Architekten- und Stadtplanerkammer Hessen trat Brigitte Holz nicht nur für die Selbstbestimmung des Berufsstandes, sondern auch für das wirkungsvolle Vertreten der Anliegen der planenden Berufe der Fachrichtungen Architektur, Landschaftsarchitektur, Innenarchitektur sowie Stadt- und Regionalplanung in Politik, Verwaltung und Zivilgesellschaft ein.
Die Qualität von Architektur in Stadt und Land zu sichern, sah sie als eine Herkulesaufgabe mit ständig neuen Herausforderungen, denen sie sich im ‘Think-Tank‘ AKH bis 2024 widmet.

## Auszeichnungen (Auswahl)
- 3. Preis, Entwicklung der Ortsmitte Birkenwerder mit einem Bildungs- und Kulturcampus sowie weiteren soziokulturellen Angeboten, Nichtoffener Ideenwettbewerb, 2018[7][8]
- Kinderkrippe Darmstadt-Eberstadt Süd, Wettbewerb ZUSAMMEN GEBAUT, Landesinitiative Baukultur in Hessen – Anerkennung, 2010
- Der Creativhof Grenzallee als innovativer Ort des Wissens, Darmstadt-Eberstadt-Süd, Deutscher Städtebaupreis 2010 – Belobigung Sonderpreis 'Stadt und Wissen', 2010.
- Wettbewerb ZUSAMMEN GEBAUT Landesinitiative Baukultur in Hessen – Anerkennung Kinderkrippe Darmstadt-Eberstadt Süd, 2009
- Kinder- und jugendgerechte städtebauliche Entwicklung des Stadtteils Darmstadt-Kranichstein, City for Children-Award – 1. Europäische Auszeichnung für kinderfreundliche Städte, 1. Preis – 'Freiraumgestaltung / Spielflächen', 2009.[9]
- Spreebalkon Brommystraße Berlin, Deutscher Verzinkerpreis Feuerverzinken, Anerkennung, 2009.[10]
- Stadt bauen. Stadt leben, Nationaler Preis für integrierte Stadtentwicklung und Baukultur, Kategorie 'Engagiert für die Stadt', Zivilgesellschaft und private Initiative, Projekt Städtebaulicher Masterplan Innenstadt Köln, Projektbeteiligung Moderation, 2009
- Wettbewerb ZUSAMMEN GEBAUT Landesinitiative Baukultur in Hessen – Anerkennung, Stadtteilhaus Darmstadt-Arheilgen, 2008
- Wettbewerb ZUSAMMEN GEBAUT Landesinitiative Baukultur in Hessen – Platz 1, Jugendcafé Chillmo, Darmstadt-Kranichstein, Stadtteilmanagement 'Soziale Stadt', 2008.[11]
- UIA-Preis 'Celebration of Cities', Kinder als Bauherren – Wegweisende Projekte in einem kinderfreundlichen Stadtteil, 2005.[12]
- Bauherrenpreis ‘Hohe Qualität – Tragbare Kosten‘ Neubau, Reihenhaussiedlung 'Alter Festplatz', Hanau-Mittelbuchen, 2004.[13]
- Deutscher Städtebaupreis, Sonderpreis besondere Anerkennung, Kinder als Bauherren – Darmstadt-Kranichstein, 2003.[14]
- Architekturpreis der WestHyp-Stiftung, Vorbildliche Gewerbebauten' – 2. Preis, Druck- und Medienzentrum Druckzone, Cottbus, 2002.[15]
- Holzbaupreis des Landes Hessen, Bebauung 'Alter Festplatz' Hanau-Mittelbuchen, 2002.[16]
- da! Architektur in Berlin, 2019, 2018, 2016, 2014, 2013, 2012, 2010, 2008, 2006, 2004, 2003
- Tag der Architektur in Hessen 2024, 2020, 2012, 2008, 2006, 2004, 2003, 2002, 1998, 1997, 1996
- Hessischer Architekturpreis Vorbildliche Bauten Bebauung 'Alter Festplatz', Hanau-Mittelbuchen, 2002
- Joseph-Maria-Olbrich-Plakette, BDA-Preis für vorbildliche Architektur Wohngebäude Klinikum Darmstadt, 1998
- Impuls Programm Hessen ‘Zukunftsfähiges Bauen‘, Vilbeler Straße Maintal, 1998
- Auszeichnung des Deutschen Werkbundes Wohnbebauung Haus Biehl 1988

## Veröffentlichungen (Auswahl)
- Architekten- und Stadtplanerkammer Hessen / Brigitte Holz (Hrsg.) mit Gertrudis Peters, Florian Dreher: Sustainability Paper 4 Gesellschaft, Stadt und Land vernetzen Soziale, grün-blaue und graue Infrastrukturen für die Zukunft, AKH: Wiesbaden 2023
- Architekten- und Stadtplanerkammer Hessen / Brigitte Holz (Hrsg.) mit Gertrudis Peters, Florian Dreher: Sustainability Paper 3 Kreislaufwirtschaft, AKH: Wiesbaden 2023
- Architekten- und Stadtplanerkammer Hessen / Brigitte Holz (Hrsg.) mit Gertrudis Peters, Florian Dreher: Sustainability Paper 2 Nachhaltiges Planen und Bauen Projekte, AKH: Wiesbaden 2021
- Architekten- und Stadtplanerkammer Hessen / Brigitte Holz (Hrsg.) mit Gertrudis Peters, Florian Dreher: Sustainability Paper 1 Nachhaltiges Planen und Bauen Agenda, AKH: Wiesbaden 2021
- mit Carl Herwarth von Bittenfeld: Berlin Friedrichshain-Kreuzberg – 15 Jahre Stadtumbau Ostkreuz. Matthias Peckskamp, Katja Kaden  (Hrsg.), Friedrichshain-Kreuzberg, Berlin 2019, ISBN 978-3-00-062034-8. online
- Architekten- und Stadtplanerkammer Hessen / Brigitte Holz, Gertrudis Peters, Dr. Martin Kraushaar (Hrsg.): Stadt Land Zukunft, AKH: Wiesbaden 2019
- mit Carl Herwarth von Bittenfeld, Frederick Faßbender, Robert Ritzel: Stadtentwicklungskonzept Augsburg. Stadt Augsburg 2019, ISBN 978-3-00-064698-0. online
- mit Carl Herwarth von Bittenfeld: Altstadt Spandau – Gestaltungshandbuch. Bezirksamt Spandau von Berlin, Berlin 2017, ISBN 978-3-00-057574-7. online
- mit Carl Herwarth von Bittenfeld: Welterbemanagementplan UNESCO-Welterbe Quedlinburg, Quedlinburg 2012 PDF
- mit Carl Herwarth von Bittenfeld: Modellstadt Cottbus-Innenstadt, Publikationsreihe der Stadt Cottbus, Broschüre 1 bis 10 (1995 bis 2012)
- mit Carl Herwarth von Bittenfeld: Stadtumbau West, Berlin-Kreuzberg Spreeufer 1, 2 und 3, Berlin 2006 / 2007 / 2008.
- Kinder als Bauherren, Wegweisende Projekte in einem kinderfreundlichen Stadtteil – Darmstadt-Kranichstein In: KINDER_SICHTEN, Städtebau und Architektur für und mit Kindern und Jugendlichen, LBS-Initiative Junge Familie, Christa Reicher (Hrsg.), Bildungsverlag EINS, Troisdorf 2006, ISBN 978-3-427-99871-6, S. 138–145.
- mit Carl Herwarth von Bittenfeld: Entwicklung der Berliner Wasserlagen. Kulturbuchverlag, Berlin 2002, ISBN 978-3-88961-182-6.
- mit Carl Herwarth von Bittenfeld: Wasserstadt Berlin – Entwicklungsräume, Potenziale, Standorte, Visionen. Berlin 1999.
- mit Carl Herwarth von Bittenfeld: Gewerbe im Quartier. Ein Planungshandbuch zur innovativen Funktionsmischung. Kohlhammer, Stuttgart/Berlin/Köln 1997, ISBN 978-3-17-014425-5.